# Laothoe staudingeri
Laothoe staudingeri är en fjärilsart som beskrevs av Jules Leon Austaut 1879. Laothoe staudingeri ingår i släktet Laothoe och familjen svärmare. Inga underarter finns listade i Catalogue of Life.